# Supercentenario

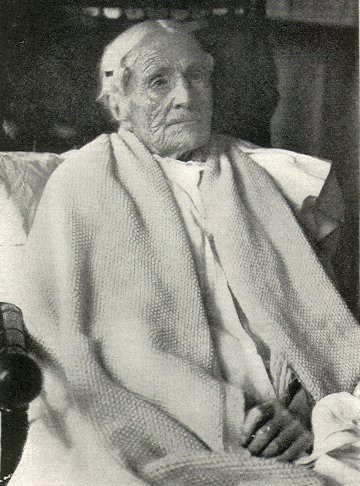
Ann Pouder (1807-1917) nel giorno del suo 110º compleanno, l'8 aprile 1917.

Un supercentenario è un individuo umano che ha raggiunto o superato i 110 anni di vita. Il termine è nato in inglese (supercentenarian) negli anni 1970, quando è stato impiegato per la prima volta dal giornalista e redattore del Guinness dei primati Norris McWhirter, ma è stato reso popolare dal saggio Generations di Strauss e Howe.

## Incidenza statistica
La longevità oltre i 110 anni si verifica in una minima parte dei centenari: uno su mille secondo alcune stime, mentre secondo il Gerontology Research Group, lo 0,15%-0,25% dei centenari raggiunge o supera i 110 anni di età. Tra i supercentenari riconosciuti dalla scienza, soltanto 76 (73 donne e 3 uomini) hanno raggiunto i 115 anni; 33 di essi (32 donne e un solo uomo) anche i 116; dodici di questi ultimi (tutte donne) hanno raggiunto o superato i 117 anni. Quattro sole persone sono vissute rispettivamente oltre il loro 118º, 119º e 122º compleanno: la francese Lucile Randon, conosciuta come "Sœur Andrée" (1904-2023, 118 anni e 340 giorni); la statunitense Sarah Knauss (1880-1999, 119 anni e 97 giorni); la giapponese Kane Tanaka (1903-2022, 119 anni e 107 giorni) e la francese Jeanne Louise Calment (1875-1997, 122 anni e 164 giorni).
L'unico uomo a raggiungere i 116 anni fu invece il giapponese Jirōemon Kimura (1897-2013, 116 anni e 54 giorni).
Sebbene si pensi che la longevità estrema dipenda da fattori genetici, l'ambiente gioca un ruolo molto importante. La moltiplicazione degli ospizi-ospedali, che risparmiano alle persone molto anziane gli stress, gli sbalzi climatici e le malattie batteriche, ha incrementato considerevolmente il numero dei supercentenari. È probabile, visto l'aumento diffuso delle aspettative di vita, un futuro aumento del numero dei centenari.

## Storia

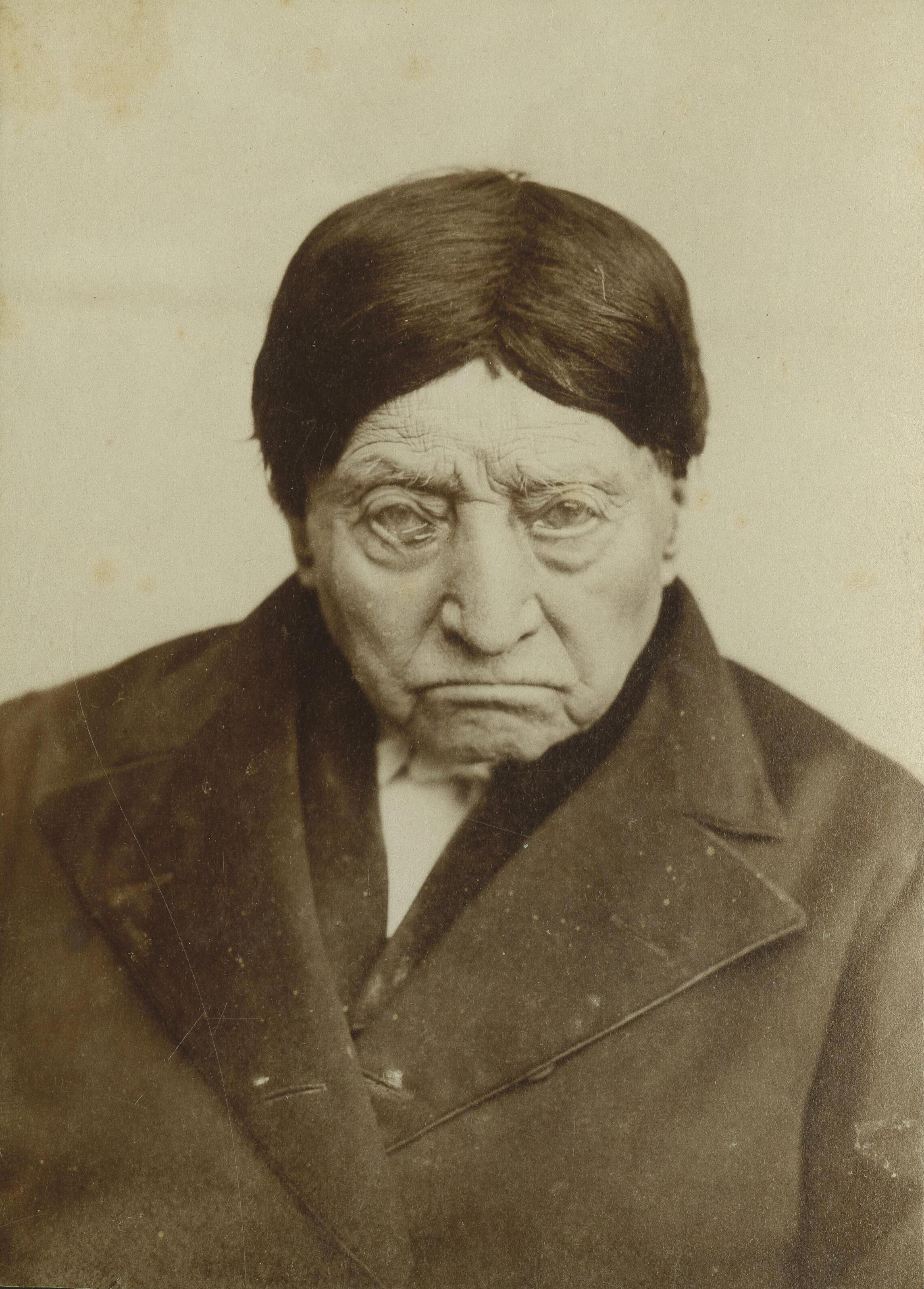
Geert Adriaans Boomgaard a 100 anni, nel 1888.

Le affermazioni di longevità estrema accompagnano tutta la storia dell'umanità, ma il più antico supercentenario lungamente accettato dal Guinness dei primati fu Pierre Joubert, un canadese nato nel 1701 che si asseriva vissuto fino al 1814 (113 anni) finché una ricerca dei primi anni 1990 scoprì la confusione tra lui e un omonimo figlio. L'olandese Thomas Peters (1745?-1857) fu a lungo considerato dal Guinness dei primati come l'uomo più longevo della storia fino a quell'epoca, ma più di recente il suo caso è stato dichiarato non verificabile e non rivalutabile, a causa dello smarrimento dei suoi documenti anagrafici. Studiosi come i demografi Jean-Marie Robine e James W. Vaupel considerano un altro uomo, l'olandese Geert Adriaans Boomgaard, di 110 anni (1788-1899), la prima persona supercentenaria di cui si abbia ufficialmente notizia; Boomgaard è la prima persona in ordine di tempo le cui informazioni sull'età siano tuttora considerate attendibili dal Guinness dei primati e dal Gerontology Research Group.
I 112 e i 113 anni furono superati da Delina Filkins (1815-1928), negli anni 1920. Dopo lo screditamento dei casi di Martha Graham (1844-1859) e Mathew Beard (1870-1985), entrambi inizialmente validati sia dal Gerontology Research Group che dal Guinness dei primati e successivamente smentiti, un tempo ritenuti i primi esseri umani ad aver ufficialmente raggiunto l'età di 114 anni, il primo raggiungimento documentato dei 114 e dei 115 anni è ora considerato quello della statunitense di origine tedesca Augusta Holtz (1871-1986). Il caso contemporaneo del giapponese Shigechiyo Izumi, che dichiarava un'età di oltre 120 anni ed era stato ufficialmente riconosciuto dal Guinness come individuo più longevo di tutti i tempi, è ormai screditato.
Quanto al primo raggiungimento dei 116 anni, è stato screditato anche il caso, pure accettato a suo tempo dal Guinness, della statunitense Carrie C. White; pertanto, la prima persona ad aver raggiunto tutte le età comprese tra i 116 e i 122 anni risulta ora essere la francese Jeanne Calment (1875-1997) negli anni 1990; quest'ultima è tuttora l'unico essere umano ad avere ufficialmente raggiunto le età di 120, 121 e 122 anni. Oltre alla francese, diverse altre donne nate tra il 1875 e il 1880, a differenza di tutti gli esseri umani nati nelle coorti precedenti, raggiunsero ufficialmente i 116 o più anni: sono la statunitense Delphia Welford (1875-1992, 117 anni), la giapponese Tane Ikai (1879-1995, 116 anni), la canadese Marie-Louise Meilleur (1880-1998, 117 anni) e la statunitense Sarah Knauss (1880-1999, 119 anni).